# Indlandssalteng
Indlandssalteng er en prioriteret naturtype i Natura 2000-netværket, dvs. en naturtype, der vurderes som særligt truet i Europa. Den har nummer 1340 i den fælleseuropæiske Natura 2000-registrering. Naturtypen findes kun på enkelte små lokaliteter i Nordjylland og på Sjælland.
Indlandssaltenge er naturlige saltafhængige plantesamfund på strandenge hvor saltpåvirkningen ikke skyldes havet. Der er flere undertyper, f.eks. salte kildevæld og brakvands-rørsumpe og engagtige samfund.
Naturtypen findes på steder, hvor der er saltholdigt grundvand pga. salt i undergrunden.
Vegetationen består af salttålende græsser og urter, der også findes på strandenge. 
Indlandssalteng har ifølge DCEs rapport fra 2019 en stærkt ugunstig bevaringsstatus som følge af næringsstofpåvirkning og tilgroning.

## Typiske planter
- Strandasters,
- Stilket kilebæger,
- Strandvejbred,
- Udspærret annelgræs,
- Salturt,
- Kødet hindeknæ,
- Strandgåsefod (Suaeda maritima),
- Spydmælde,
- Stiv kvik
- Strandtrehage

| Galleri med typiske arter på indlandssaltenge |
| --- |
| - Strandasters - Stilket kilebæger - Strandvejbred - Udspærret annelgræs - Salturt - Kødet hindeknæ - Strandgåsefod - Spydmælde - Stiv kvik - Strandtrehage |